# Пахомов Олександр Сергійович
Олександр Сергійович Пахомов (нар. 5 квітня 1955, Ужгород) — радянський футболіст, який виступав на позиції захисника. Відомий за виступами в складі клубу «Говерла» з Ужгорода, за який зіграв понад 360 офіційних матчів.

## Клубна кар'єра
Олександр Пахомов народився в Ужгороді, та розпочав займатися футболом у місцевій ДЮСШ. У 1973 році дебютував у складі команди другої ліги СРСР «Говерла» з Ужгорода. У 1974—1975 роках Пахомов проходив строкову армійську службу в аматорській команді СКА зі Львова. У 1976 році повернувся до ужгородського клубу, в якому грав до кінця 1980 року, досягнувши показника в 200 зіграних матч за клуб лише в чемпіонаті. У 1981 році футболіст став гравцем команди першої ліги «Прикарпаття» з Івано-Франківська, проте за підсумками сезону івано-франківська команда вибула до другої ліги, й Пахомов два сезони грав у складі «Прикарпаття» у другій лізі. У 1984 році футболіст повернувся до складу ужгородського клубу, в якому грав до завершення виступів на футбольних полях у 1988 році. Загалом Олександр Пахомов зіграв у складі ужгородської команди 360 матчів у другій лізі, ще 3 гри провів у кубкових матчах.